# Lesko (gmina)
Lesko – gmina miejsko-wiejska w województwie podkarpackim, w powiecie leskim. W latach 1975–1998 gmina położona była w województwie krośnieńskim.
Siedziba gminy to Lesko.
Według danych z 30 czerwca 2004 gminę zamieszkiwało 11 530 osób. Natomiast według danych z 31 grudnia 2017 roku gminę zamieszkiwało 11439 osób.
Na terenie gminy funkcjonuje lądowisko Bezmiechowa.

## Struktura powierzchni
Według danych z roku 2002 gmina Lesko ma obszar 111,58 km², w tym:
- użytki rolne: 40%
- użytki leśne: 46%

Gmina stanowi 13,37% powierzchni powiatu.

## Historia

### 1934–1939
Gminę zbiorową Lesko utworzono 1 sierpnia 1934 roku w województwie lwowskim, w powiecie leskim, z dotychczasowych jednostkowych gmin wiejskich: Bezmichowa Dolna, Bezmichowa Górna, Glinne, Huzele, Jankowce, Łukawica, Manasterzec, Posada Leska, Postołów i Wola Postołowa. Gminy te przekształcono 17 września 1934 w dziesięć gromad (sołectw) gminy Lesko.
Po wybuchu II wojny światowej i agresji ZSRR na Polskę granica niemiecko-sowiecka przedzieliła gminę wzdłuż Sanu. Zasadnicza część gminy Lesko, a także miasto Lesko, została włączona do ZSRR, gdzie została zniesiona i włączona do utworzonego 10 stycznia 1940 rejonu leskiego w obwodzie drohobyckim. Jedynie lewobrzeżne gromady Huzele i Postołów oraz lewobrzeżna (niezamieszkana) część gromady Wola Postołowa (wraz z lewobrzeżną częścią Leska o nazwie Zasanie) zostały zajęte przez Niemców, wchodząc w skład gminy Łukowe (gromada Huzele z Zasaniem) oraz gminy Sanok (główna część gromady Postołów z częścią Woli Postołowej) w Landkreis Sanok dystryktu krakowskiego Generalnego Gubernatorstwa.

### 1941–1944
Rejon leski w ZSRR przestał istnieć wraz z wybuchem wojny niemiecko-radzieckiej 22 czerwca 1941. Na mocy dekretu Adolfa Hitlera z 1 sierpnia 1941 prawobrzeżny obszar dawnej gminy Lesko wraz z miastem Leskiem wszedł w skład Generalnego Gubernatorstwa. Jednak nie zdecydowano się na odtworzenie gminy Lesko, a jej wszystkie dawne gromady (łącznie z lewobrzeżnymi, znajdującymi się przejściowo w gminach Łukowe i Sanok w GG) włączono do miasta Leska. 15 listopada 1941 tak rozszerzone Lesko włączono do powiatu sanockiego w dystrykcie krakowskim. Liczba mieszkańców Wielkiego Leska w 1943 roku wynosiła 6199.
Latem 1944, po zajęciu terenów na wschód od Sanu przez Armię Czerwoną, podział obszaru Wielkiego Leska (t.zn. przedwojennej gminy Lesko) na Sanie zamanifestował się identycznie co w latach 1940–41. Prawie cały jego obszar włączono do reaktywowanego rejonu leskiego w obwodzie drohobyckim w ZSRR. Jedynie lewobrzeżne gromady Huzele i Postołów oraz lewobrzeżna (niezamieszkana) część gromada Wola Postołowa (wraz z lewobrzeżną częścią Leska o nazwie Zasanie) zostały zajęte przez Niemców, wchodząc ponownie w skład gminy Łukowe (gromada Huzele z Zasaniem) oraz gminy Sanok (główna część gromady Postołów z częścią Woli Postołowej) w Landkreis Sanok dystryktu krakowskiego Generalnego Gubernatorstwa. W ZSRR obszar Wielkiego Leska podzielono na miasto Lesko i szereg rad wiejskich.

### 1945–1954
W marcu 1945, w wyniku wytyczenia granicy między ZSRR a Polską, cały rejon leski wszedł w skład Polski, po czym reaktywowano powiat leski w szczątkowym "województwie lwowskim". W powiecie leskim powołano ponownie gminę wiejską Lesko w jej przedwojennych granicach (a więc łącznie z lewobrzeżnymi gromadami, znajdującymi się przejściowo w gminach Łukowe i Sanok).
18 sierpnia 1945 gmina Lesko wraz z całym powiatem leskim weszła w skład nowo utworzonego  województwa rzeszowskiego.
Według stanu z dnia 1 lipca 1952 gmina Lesko składała się nadal z 10 gromad: Bezmichowa Dolna, Bezmichowa Górna, Glinne, Huzele, Jankowce, Łukawica, Manasterzec, Posada Leska, Postołów i Wola Postołowa.
Gminę Lesko zniesiono jesienią 1954 wraz z reformą wprowadzającą gromady w miejsce gmin. Jej obszar wszedł w skład nowych gromad Lesko i Łukawica.

### 1973–
Gminę Lesko reaktywowano 1 stycznia 1973 w powiecie bieszczadzkim w woj. rzeszowskim w związku z kolejną reformą administracyjną. Gmina objęła 16 sołectw:  Bachlawa, Bezmiechowa Dolna, Bezmiechowa Górna, Dziurdziów, Glinne, Hoczew, Huzele, Jankowce, Łączki, Łukawica, Manasterzec, Posada Leska,  Postołów, Średnia Wieś, Weremień i Wola Postołowa. Nowa gmina Lesko objęła obszar większy niż w odsłonie sprzed 1954 roku, ponieważ w jej skład weszła także część niereaktywowanej gminy Hoczew (Bachlowa, Dziurdziów, Hoczew, Średnia Wieś i Weremień); powstało też nowe sołectwo Łączki z części sołectwa Weremień.
1 lutego 1991 miasto i gminę Lesko połączono w jedną gminę miejsko-wiejską Lesko.
W latach 1975–1998 (od 1 czerwca 1975) gmina położona była w województwie krośnieńskim.
1 stycznia 1998 z gminy Lesko wyłączono Wolę Postołową (z włączoną do niej Posadą Leską), włączając ją do Leska.
Od 1 stycznia 1999 w nowym w województwie podkarpackim i powiecie bieszczadzkim z siedzibą w Ustrzykach Dolnych.
1 stycznia 2002 gmina weszła w skład (wydzielonego z powiatu bieszczadzkiego) powiatu leskiego.

## Demografia

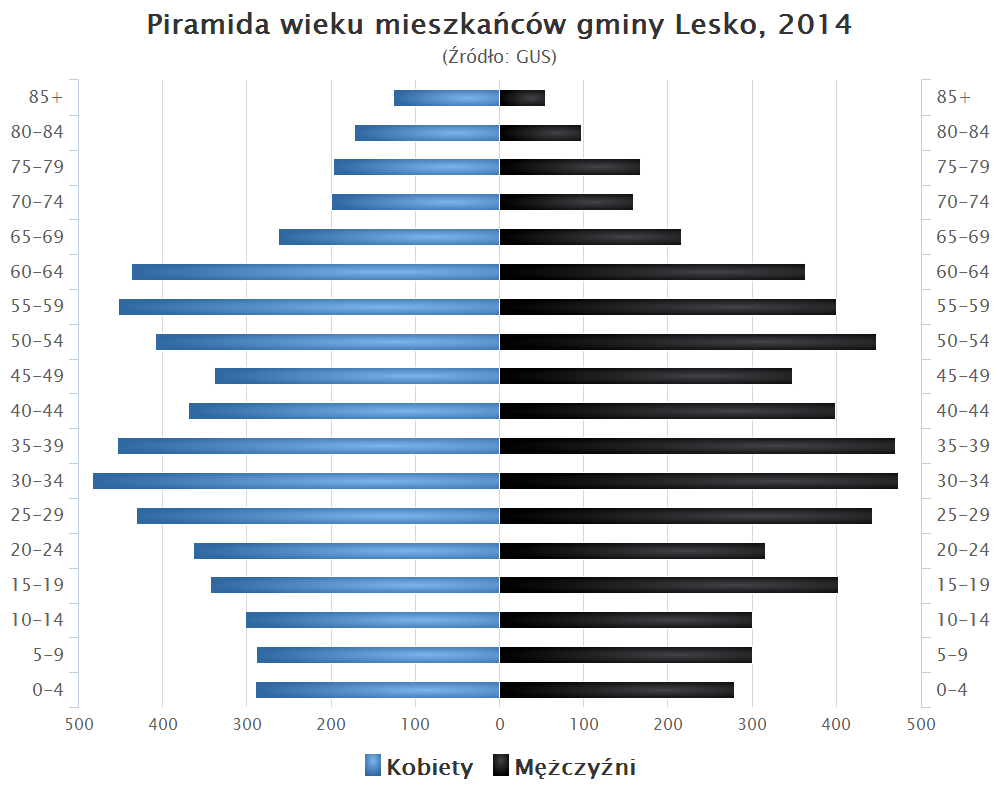
Piramida wieku mieszkańców gminy Lesko w 2014 roku

Dane z 31 grudnia 2017 roku:
| Opis                              | Ogółem | Ogółem | Kobiety | Kobiety | Mężczyźni | Mężczyźni |
| --------------------------------- | ------ | ------ | ------- | ------- | --------- | --------- |
| jednostka                         | osób   | %      | osób    | %       | osób      | %         |
| populacja                         | 11 439 | 100    | 5 860   | 51,2    | 5 579     | 48,8      |
| gęstość zaludnienia (mieszk./km²) | 103    | 103    | 52      | 52      | 51        | 51        |

## Sołectwa
| - Bachlawa - Bezmiechowa Dolna - Bezmiechowa Górna - Dziurdziów - Glinne | - Hoczew - Huzele - Jankowce - Łączki - Łukawica | - Manasterzec - Postołów - Średnia Wieś - Weremień |

## Sąsiednie gminy
Baligród, Olszanica, Sanok (gmina wiejska), Solina, Tyrawa Wołoska, Zagórz